# Stephanie von Hohenlohe
 (mai 2013).
Si vous disposez d'ouvrages ou d'articles de référence ou si vous connaissez des sites web de qualité traitant du thème abordé ici, merci de compléter l'article en donnant les références utiles à sa vérifiabilité et en les liant à la section « Notes et références ».
Pour les articles homonymes, voir Maison de Hohenlohe.
Stéphany Julianne Richter puis princesse Stephanie von Hohenlohe (16 septembre 1891 - 13 juin 1972), danseuse autrichienne et juive, entre par mariage dans une famille princière allemande, est une amie proche d'Adolf Hitler et espionne pour l'Allemagne nazie. 

## Jeunesse
Elle naît à Vienne, fille de Johann Sebastian Richter, avocat, et de Ludmilla Kuranda. En 1906, elle entre à l'école de ballet de l'Opéra de la Cour de Vienne. Sa beauté, son charme et son élégance lui permettent de fréquenter la meilleure société viennoise. 
Âgée d'un peu plus de vingt ans, elle commence une liaison avec l'archiduc François-Salvator, 47 ans, gendre de l'empereur François-Joseph Ier (du fait de son mariage avec l'archiduchesse Marie-Valérie d'Autriche). Comme elle se retrouve enceinte de lui, on résout cette question délicate en lui faisant épouser à Londres le 12 mai 1914 un prince allemand de la maison de Hohenlohe, Frédéric-François de Hohenlohe-Waldenburg-Schillingsfürst. Le 5 décembre 1914 nait à Vienne Franz Josef (Franz Josef Hans Rudolf Weriand Max Stefan Anton von Hohenlohe-Waldenburg-Schillingsfürst).

## L'entre-deux-guerres
La princesse Stéphanie et son mari divorcent dès 1920. Vivant dans divers endroits d'Europe dont Paris, au fil des années elle se crée des amitiés et des relations étroites avec un certain nombre d'hommes puissants et influents, dont un diplomate nazi important, Joachim von Ribbentrop. Ses origines juives ne l'empêchent pas de se lier de près à la hiérarchie nazie, et même avec Hitler qui l'appelle sa « chère princesse ». Elle est amie intime avec Hermann Göring et Heinrich Himmler lui-même la déclare « Aryenne d'honneur ». Selon un rapport du MI6 datant de 1938, « le Führer parle souvent d'elle, il apprécie son intelligence et ses bons conseils. Elle est peut-être la seule femme capable d'exercer une influence sur lui ».
En 1932, elle fixe sa résidence à Londres dans l'élégant Dorchester Hotel à Mayfair. Appartenant par son mariage à la plus haute noblesse allemande, elle est accueillie dans l'élite britannique, ce qui fait d'elle bien vite une propagandiste et une espionne de la plus haute importance pour Hitler qui vient d'accéder au pouvoir. Parmi ses amis proches on compte Margot Asquith, l'épouse de l'ancien Premier ministre Herbert Henry Asquith, Lady Ethel Snowden, l'épouse d'un ancien chancelier de l'Échiquier, et Lady Londonderry et son mari Charles Vane-Tempest-Stewart (7e marquis de Londonderry). 
La princesse Stéphanie se lie également amitié avec Lord Rothermere, l'influent propriétaire des journaux Daily Mail et Daily Mirror, qui admire Hitler et plaide pour une alliance avec l'Allemagne. Elle obtient de lui une rémunération annuelle de 5 000 £ (200 000 £ d'aujourd'hui). Toutefois, en 1939, leurs relations se détériorent au point que Rothermere cesse de la payer. Durant le procès qu'elle intente devant un tribunal britannique et qu'elle finit par perdre, elle affirme que ce magnat de la presse lui avait promis une rémunération annuelle à vie. 
À côté des services qu'elle rend à Lord Rothermere, la princesse Stéphanie s'occupe également de faire passer des messages secrets à diverses autres personnalités britanniques qui ont des sympathies pour le régime nazi et de transmettre leurs réponses. En 1937, elle s'arrange pour que Lord Halifax se rende en Allemagne et y rencontre Hermann Göring avec qui elle est amie. Plus important encore pour la cause allemande est le rôle qu'elle joue en 1937 dans l'organisation de la visite du duc de Windsor et de la duchesse Wallis, sa nouvelle épouse. 
En 1937, la princesse Stéphanie commence une liaison avec Fritz Wiedemann, conseiller personnel d'Hitler. Lorsqu'il est nommé au poste de consul général à San Francisco, elle le rejoint à la fin de l'année. En 1938, les nazis confisquent les biens des juifs autrichiens, y compris le palais de Leopoldskron à Salzbourg, qui a appartenu au directeur de théâtre Max Reinhardt. Cette propriété est remise par Göring à la princesse Stéphanie, qui reçoit la mission de la transformer en une maison où seraient reçus les artistes du Reich et qui aiderait à recevoir les invités d'Hitler au Berghof.

## La Seconde Guerre mondiale
Elle revient en Angleterre un an plus tard, mais quitte le pays dès qu'éclate la Seconde Guerre mondiale, craignant peut-être de se voir arrêtée comme espionne allemande. Elle retourne à San Francisco auprès de Fritz Wiedemann. À son arrivée, le gouvernement des États-Unis la place immédiatement sous surveillance ; une note de 1941 au président Franklin D. Roosevelt la décrit comme « particulièrement intelligente, dangereuse et habile », assurant que comme espionne elle est « plus à craindre que dix mille hommes ». Malgré tout, sa position sociale et son sens aigu de la prudence la mettent à même d'entretenir des relations avec des personnes suffisamment influentes pour éviter qu'un arrêté d'expulsion soit pris contre elle lorsque son visa de visiteur fut expiré. 
Vers la fin de 1940, elle se sépare de Fritz Wiedemann et est détenue pendant plusieurs jours en mars 1941 par les services de l'immigration américains. Elle n'est pas longue à séduire le major Lemuel B. Schofield, qui dirige les services d'immigration et de naturalisation aux États-Unis. Il l'installe dans un hôtel de Washington DC où ils ont une liaison de plusieurs mois. Des documents publiés après sa mort montrent que pour l'Office of Strategic Services (OSS) qui venait d'être créé, la princesse Stéphanie a fourni les vues des plus intéressantes sur le caractère d'Hitler, qui ont aidé le professeur Henry A. Murray, directeur de la Harvard Psychologic Clinic, et le psychanalyste Walter C. Langer à préparer en 1943 un rapport pour l'OSS intitulé Analyse de la personnalité d'Adolf Hitler.

## Après la chute du nazisme
Dans l'après-guerre, la princesse Stéphanie réussit à se refaire en Allemagne de nouvelles relations tout aussi influentes, et collabore avec des dirigeants de média comme Henri Nannen du magazine Stern et Axel Springer, propriétaire de la maison d'édition Axel Springer AG. 
Elle meurt à Genève en 1972 et y est enterrée. Son fils, Franz Josef, ne s'est jamais marié.

## Sources
- Martha Schad (traduction en anglais d'Angus McGeoch) Hitler's Spy Princess: The Extraordinary Life of Princess Stephanie Von Hohenlohe Haynes. 2004.  (ISBN 978-0-7509-3514-2) (édition originale en allemand : Hitlers Spionin: das Leben der Stephanie von Hohenlohe)
- Bořivoj Čelovský Stephanie von Hohenlohe Herbig. 1988.  (ISBN 978-3-7766-1522-7) (édition originale en tchèque Ta ženská von Hohenlohe)
- Franz zu Hohenlohe: Stephanie. Das Leben meiner Mutter. Traduit de l'anglais par Maria-Concetta Hübner. Amalthea, Munich et Vienne 1991,  (ISBN 3-85002-293-5)
- Rudolf Stoiber et Boris Celovsky: Stephanie von Hohenlohe. Sie liebte die Mächtigen der Welt. Herbig, Munich et Berlin 1988,  (ISBN 3-7766-1522-2)
- October 28, 1941 Memorandum concernant Stephanie von Hohenlohe à l'intention du président américain Franklin D. Roosevelt qui appartient aux dossiers conservés dans les Franklin D. Roosevelt Presidential Library and Museum .